# Метапонт
Метапонт је у грчкој митологији, према Хигину, био краљ Икарије.

## Етимологија
Име Метапонт значи „преко мора“.

## Митологија
Био је ожењен са Теано, са којом није имао децу, па је захтевао од ње или да му их роди или да напусти краљевство. Зато је радо прихватила близанце Еола и Беота, које су јој донели пастири, а које је њихов деда, Еол оставио у шуми, јер их је његова кћерка Меланипа добила ванбрачно. Теано их је свом супругу приказала као његове синове. Међутим, касније је и сама родила близанце, али их је краљ мање волео од старије „браће“. У жељи да се реши туђе деце, својим синовима, када су стасали, открила је тајну и наложила им да Еола и Беота убију у лову. Посејдон, отац Еола и Беота је помогао својим синовима и они су победили Теанину децу. Када је сазнала шта се десило, Теано се убила. Метапонт се касније оженио Меланипом, а њену децу је усвојио. Према неким изворима, он је прихватио Меланипу (која се у тој причи звала Арна) још док је била трудна, јер ју је њен отац протерао. Она је родила близанце и он их је усвојио. Међутим, када су одрасли, они су убили Аутолиту, Метапонтову супругу, која је била у завади са Арном. Због тог злочина, Арна и њени синови, у пратњи пријатеља, морали су да побегну из краљевства бродом.